# Sulphur Channel
Sulphur Channel (kinesiska: 硫磺海峽, 硫磺海峡) är ett sund i Hongkong (Kina). Det ligger i den centrala delen av Hongkong.